# 东柳街道 (大竹县)
东柳乡，是中华人民共和国四川省达州市大竹县下辖的一个乡镇级行政单位。

## 行政区划
东柳乡下辖以下地区：
街道社区、东柳村、檀木桥村、群峰村、汇河村、解放村、黄家坝村和清风寺村。

## 特产
东柳醪糟：中国地理标志产品。